# 早期目標指向療法
早期目標指向療法（そうきもくひょうしこうりょうほう、Early goal-directed therapy: EGDT）とは、合併症と死亡率のリスクが高い患者の周術期血行動態の集中的なモニタリングと積極的な管理を駆使する、集中治療医学分野のプロトコルである。エマニュエル・リバースによって導入され、2001年のThe New England Journal of Medicine誌に掲載された。2014年時点で相次いで、大規模なランダム化比較試験で長期死亡率で改善が見られなかったことが示され、賛否両論がある。

## 適応
EGDTは、当初、重度の敗血症と敗血症性ショックの治療法として報告された。このアプローチには、手術前の酸素供給と酸素需要の増加のバランスをとるために、心臓の前負荷、後負荷、および心収縮力の調整を行う。心臓手術では、EGDTは手術後に開始すると効果的であることが証明されている。 EGDTと臨床現場即時検査（point of care）の組み合わせにより、先天性心疾患の手術を受けた患者の死亡率が顕著に低下したという報告がある。 さらに、EGDTと電子カルテと組み合わせて使用した場合、合併症と死亡率の低下との関連がしめされている。

## プロトコール（敗血症の場合）
低血圧および/または血中乳酸値が4 mmol/Lを超える場合、初期治療には30 ml/kgの晶質液の最小量輸液の試験投与が含まれる。コストと死亡率において、利点の違いが無いことを考えると、敗血症に対しては晶質液が膠質液よりも推奨される。大量の晶質液が必要な場合は、アルブミン製剤を検討してもよい。
輸液蘇生ないしは、輸液の試験投与に対して、輸液反応性がある、ということには以下の所見が含まれる。
- 中心静脈圧（CVP）の一過性上昇
- 心拍数低下

敗血症性ショックに対して輸液蘇生を行っても低血圧が続く、および/または乳酸値が4 mmol/L（36 mg/dl）以上の場合、輸液蘇生の最初の6時間の目標は次のとおりである。
- 8-12 mmHgのCVPを達成する。機械換気、腹圧の増加、および心室コンプライアンスの障害があると、12-15 mmHgのより高いCVP目標を必要とする場合がある[6]。
- 上大静脈酸素飽和度 (ScvO2) > 70%または混合静脈血酸素飽和度 (SvO2)  > 65%を達成する。 最初の輸液蘇生で適切な酸素飽和度を達成できない場合、追加のオプションには、ドブタミン持続静脈注射（最大20μg/kg/min）またはヘマトクリット≥30%となるように濃厚赤血球液を輸血することがふくまれる[7]。
- 平均動脈圧 ≥ 65mmHgを維持する[6]。アテローム性動脈硬化や未治療の高血圧を合併していた場合は、より高い血圧が目標として必要となることがある。
- 尿量 ≥ 0.5 mL/kg/hを維持する[6]。

## 批判
EGDTは、通常のケアと比較して、結果を改善するようには見えないが、かかる費用は大きいとする意見がある。2014/2015年に発表された3つの試験は、EGDTを放棄すべきだとしている。